# ان‌جی‌سی ۵۴۶۸
ان‌جی‌سی ۵۴۶۸ (انگلیسی: NGC 5468) یک کهکشان مارپیچی است که در صورت فلکی دوشیزه قرار دارد. این کهکشان در فاصله حدود ۱۴۰ میلیون سال نوری از زمین قرار دارد. این خوشه در ۵ مارس ۱۷۸۵ توسط ویلیام هرشل کشف شد.